# Ruth Adams
Ruth Adams (* 10. Juli 1914 in New York City; † 10. November 2004 in Hanover, New Hampshire) war eine US-amerikanische Anglistin und Hochschullehrerin. Sie war die 9. Präsidentin des Wellesley College.

## Leben und Werk
Adams war die einzige Tochter von Hester (Dalton) und Thomas Adams. Sie wuchs auf Long Island auf und absolvierte öffentliche Schulen in Floral Park und Hempstead. 1935 erwarb sie den  Bachelor of Arts am Adelphi College und unterrichtete mehrere Jahre Englisch an der High School. 1943 erhielt sie den Master of Arts an der Columbia University. Von 1944 bis 1946 war sie Lehrbeauftragte und Tutorin an der Harvard University. Sie promovierte 1951 am Radcliffe College und erhielt 1953 ein Stipendium der Ford Foundation. Bis 1960 war sie Ausbilderin, Assistenzprofessorin und außerordentliche Professorin für Englisch und Direktorin des Honors-Programms an der University of Rochester.

### Dekanin an der Rutgers University
Von 1960 bis 1966 war sie Professorin für Englisch und Dekanin des Douglass College an der Rutgers University. Sie beaufsichtigte die Fertigstellung der größten Gruppe von Bauprojekten in der Geschichte des Colleges, darunter eine Bibliothek, die Residenz und die Speisesäle des Neilson Campus, der Wohnkomplex New Gibbons und drei neue Klassengebäude. Sie gründete das erste Ehrenprogramm und das erste Programm für wirtschaftlich benachteiligte Studenten am Douglass College. Zu ihren Ehren ist das Ruth Adams-Gebäude auf dem Cook-Douglass Campus der Rutgers University benannt.

### Präsidentin am Wellesley College
Von 1966 bis 1972 war sie Präsidentin des Wellesley College. Während ihrer Amtszeit nahm die Beteiligung der Studentinnen zu und diese durften in den Ausschüssen des Treuhänders und des Akademischen Rates mitarbeiten. Mit dem MIT wurde ein Cross-Registration-Programm eingerichtet und mit elf anderen New England Liberal Arts-Institutionen wurden Austauschprogramme und ein Weiterbildungsprogramm eingerichtet. Das Wellesley College beschloss eine gleichgeschlechtliche Einrichtung zu bleiben. Während des Höhepunkts des Vietnamkrieges und der damit verbundenen Proteste hatte eine Studentin die Idee, dass eine Studentin zum ersten Mal in der Geschichte des Colleges zu der Abschlussklasse sprechen sollte. Adams stimmte nach vielen Diskussionen zu und am 31. Mai 1969 hielt bei der Abschlussfeier Hillary Rodham die Festrede.

### Vizepräsidentin am Dartmouth College
1972 wurde Adams von dem Mathematiker und Präsidenten des Dartmouth College, John G. Kemeny gebeten,  für fünf Jahre als Vizepräsidentin an das College zu kommen. Die Dartmouth Trustees hatten für die Koedukation gestimmt und sie sollte bei dem historischen Übergang helfen. Sie wurde eine Beraterin von Präsident Kemeny und eine wichtige Führungskraft in den frühen Jahren der Koedukation. Zusätzlich zu ihren administrativen Aufgaben war sie von 1972 bis zu ihrer Pensionierung 1988 als Professorin für Englisch tätig.

### Tätigkeit bei der Woods Hole Oceanographic Institution
1973 wurde sie zum Mitglied der Woods Hole Oceanographic Institution gewählt und war von 1980 bis 1987 Mitglied des Exekutivkomitees. 1987 wurde sie zur Ehrentreuhänderin gewählt. Während ihres Dienstes bei der WHOI war sie maßgeblich an der Verbesserung der Bedingungen für Frauen in der Institution beteiligt.

## Auszeichnungen
Ihre Beiträge zur Hochschulbildung wurden mit Ehrentiteln vom Adelphia College, Russell Sage College, der Rutgers University, der Northeastern University, der University of Massachusetts, dem Bates College, der St. Lawrence University und dem Union College anerkannt.

## Mitgliedschaften
- Phi Beta Kappa
- Modern Language Association